# Milotice (Dehtáře)
Milotice (německy Milotitz) je malá vesnice, část obce Dehtáře v okrese Pelhřimov. Nachází se 1,5 km na sever od Dehtářů. V roce 2009 zde bylo evidováno 49 adres. V roce 2001 zde trvale žili tři obyvatelé
Milotice je také název katastrálního území o rozloze 1,68 km2.

## Další fotografie

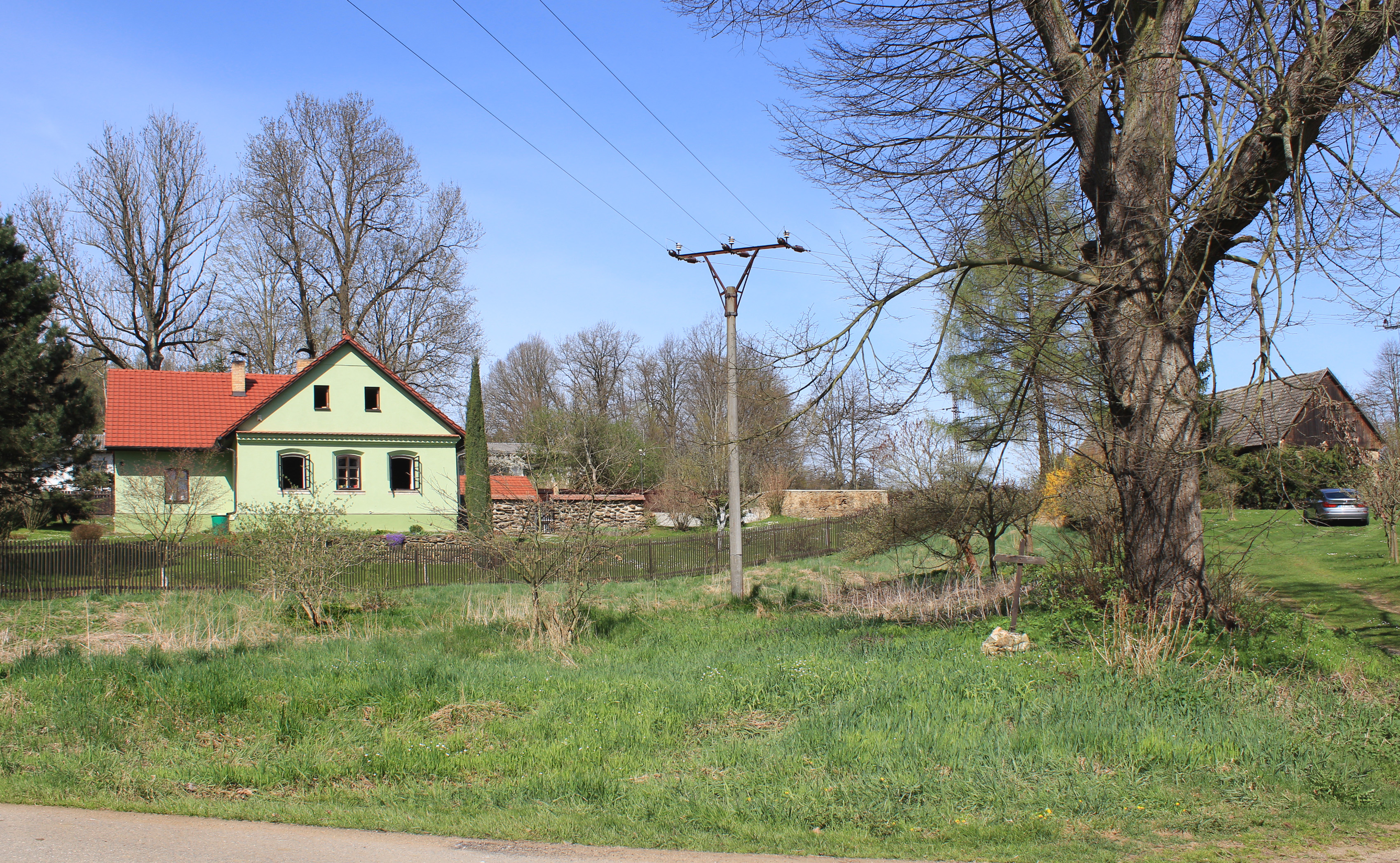
Náves
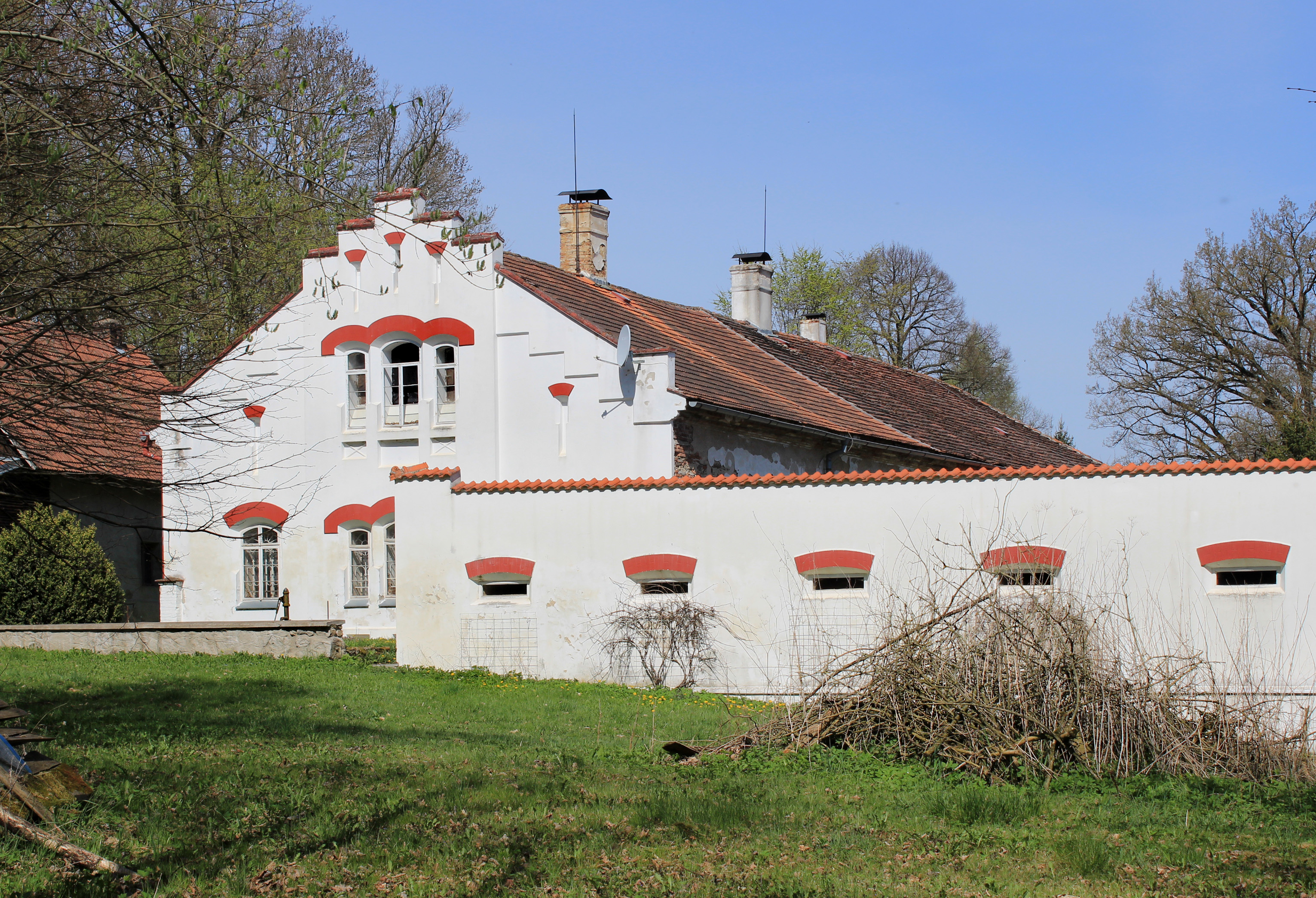
Dům čp. 5
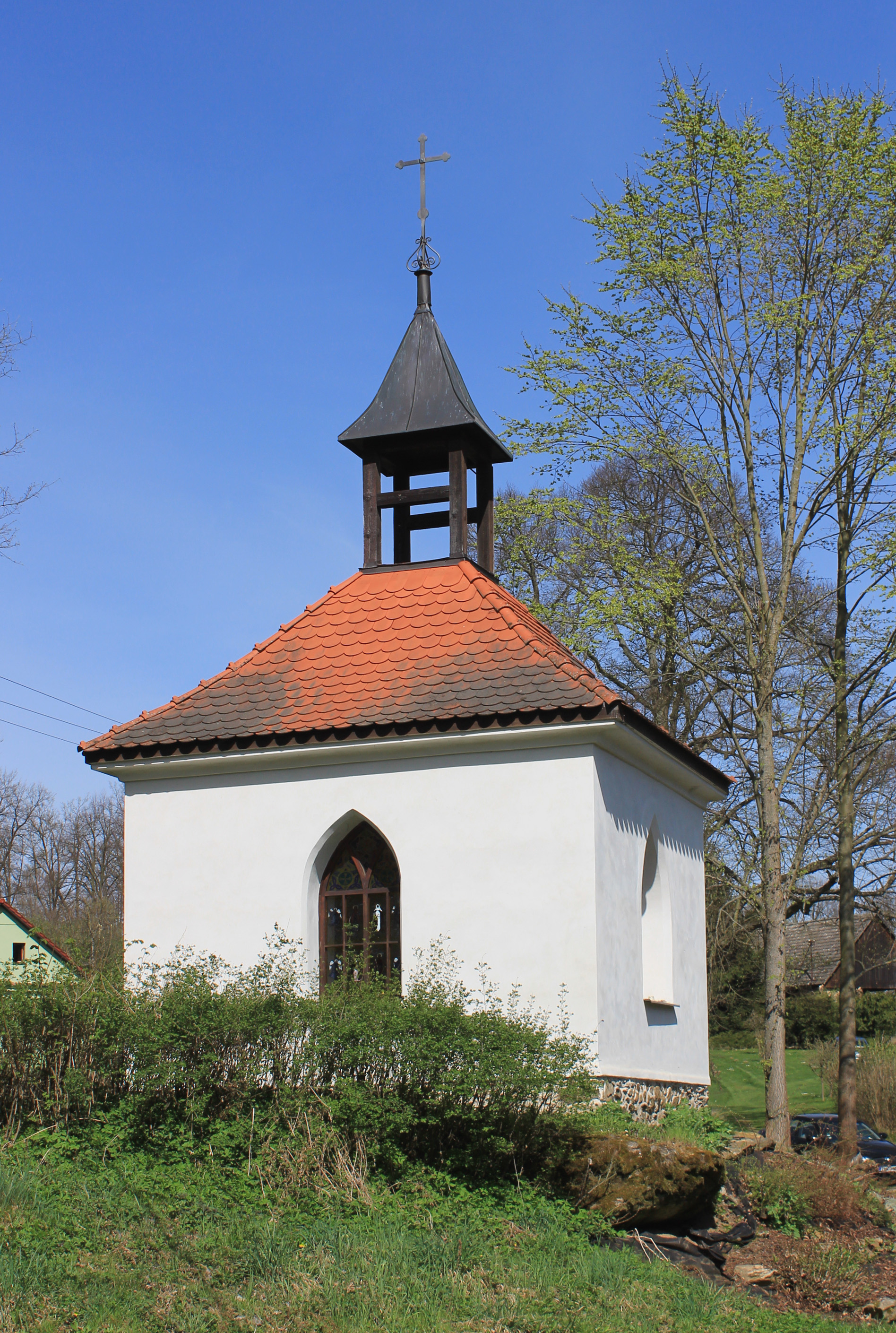
Kaple